# レンタマン
『アニメ・V・コミック レンタマン』は、ネクスタートから発売されていたレンタルビデオマガジン。"雑誌感覚のレンタルビデオ"という発想で創刊され、1991年5月から11月まで隔月で発売された。

## 概要
レンタルビデオショップが日本全国に普及した1990年代当時の状況を受け、その名の通りレンタルショップを中心として展開する漫画雑誌感覚のビデオマガジンという意欲的な狙いで企画された、連続形式のビデオシリーズである。隔月発行の1本のレンタルビデオマガジンに毎回複数のアニメを収録するという、新しい試みだった。
- 制作 - スタジオぴえろ、創映新社、ダイナミック企画、南町奉行所、東京キッズ
- 製作 - ダイナミック企画、スタジオぴえろ、創映新社、ネクスタート
- 発売元 - ネクスタート
- 販売元 - ポニーキャニオン

## 連載アニメ
漫画の連載のような形で4つの作品が各巻に1話ずつ収録され、1991年5月から11月まで2か月おきに4巻までリリースされた。
収録された各アニメ作品は、その後にそれぞれ独立したOVAとしてまとめられ、リリースされている。
- 永井豪 原作『あばしり一家』
- 夢枕獏 原作『夢枕獏 とわいらいと劇場』
- 江口寿史 原作『寿五郎ショウ』
- 南町奉行所 オリジナルアニメ『紅いハヤテ』
- 神谷明 司会『神谷明のトーク&トーク』

## 収録内容

### 創刊第1号
1991年5月21日発売。
- 『あばしり一家』〜ACT1. 炸裂バイオレンス!! 俺達に正義は無い〜
- 『夢枕獏とわいらいと劇場』〜夢蜉蝣〜
- 『寿五郎ショウ』〜下品な一家〜
- 『紅いハヤテ』〜第1話 ハヤテ誕生〜
- 『神谷明のトーク&トーク』（ゲスト：永井豪、頓宮恭子）

### 第2号
1991年7月21日発売。
- 『あばしり一家』〜ACT2. 地獄! パラダイス学園〜
- 『夢枕獏とわいらいと劇場』〜深山幻想譚〜
- 『寿五郎ショウ』〜怪獣王国〜
- 『紅いハヤテ』〜第2話 日光の天狗〜
- 『神谷明のトーク&トーク』（ゲスト：山崎理、矢尾一樹）

### 第3号
1991年9月21日発売。
- 『あばしり一家』〜ACT3. 暴動! パラダイスの嵐〜
- 『夢枕獏とわいらいと劇場』〜骨董屋〜
- 『寿五郎ショウ』〜さらに下品な一家〜
- 『紅いハヤテ』〜第3話 日光の天狗（後編）〜
- 『神谷明のトーク&トーク』（ゲスト：板野一郎、鶴ひろみ）

### 第4号
1991年11月21日発売。
- 『あばしり一家』〜ACT4. 裏切りの報酬〜
- 『夢枕獏とわいらいと劇場』〜四畳半漂流記〜
- 『寿五郎ショウ』〜理由なき反抗〜
- 『紅いハヤテ』〜第4話 南総の崩壊〜
- 『神谷明のトーク&トーク』（ゲスト：江口寿史）

## 刊行リスト
| タイトル                                 | 発売日         | 規格 | 規格品番   | レーベル         | 備考 |
| ---------------------------------------- | -------------- | ---- | ---------- | ---------------- | ---- |
| アニメ・V・コミック レンタマン 創刊第1号 | 1991年5月21日  | VHS  | PCVF-30006 | ポニーキャニオン |      |
| アニメ・V・コミック レンタマン 第2号     | 1991年7月21日  | VHS  | PCVF-30007 | ポニーキャニオン |      |
| アニメ・V・コミック レンタマン 第3号     | 1991年9月21日  | VHS  | PCVF-30008 | ポニーキャニオン |      |
| アニメ・V・コミック レンタマン 第4号     | 1991年11月21日 | VHS  | PCVF-30009 | ポニーキャニオン |      |

### 関連映像ソフト
| タイトル                    | 発売日        | 規格 | 規格品番   | レーベル         | 備考 |
| --------------------------- | ------------- | ---- | ---------- | ---------------- | ---- |
| 寿五郎ショウ                | 1992年2月5日  | VHS  | PCVF-10017 | ポニーキャニオン |      |
| 寿五郎ショウ                | 1992年2月5日  | LD   | PCLP-00270 | ポニーキャニオン |      |
| 夢枕獏 とわいらいと劇場     | 1992年3月4日  | VHS  | PCVF-10021 | ポニーキャニオン |      |
| 夢枕獏 とわいらいと劇場     | 1992年3月4日  | LD   | PCLP-00278 | ポニーキャニオン |      |
| あばしり一家                | 1992年3月21日 | VHS  | PCVF-30022 | ポニーキャニオン |      |
| あばしり一家                | 1992年3月21日 | LD   | PCLP-00279 | ポニーキャニオン |      |
| 紅いハヤテ（1）〜ハヤテ誕生 | 1992年2月21日 | VHS  | PCVF-10018 | ポニーキャニオン |      |
| 紅いハヤテ（1）〜ハヤテ誕生 | 1992年2月21日 | LD   | PCLP-00276 | ポニーキャニオン |      |
| 紅いハヤテ（2）〜日光の天狗 | 1992年2月21日 | VHS  | PCVF-10019 | ポニーキャニオン |      |
| 紅いハヤテ（2）〜日光の天狗 | 1992年2月21日 | LD   | PCLP-00277 | ポニーキャニオン |      |
| 紅いハヤテ（3）〜南総の崩壊 | 1992年3月21日 | VHS  | PCVF-10023 | ポニーキャニオン |      |
| 紅いハヤテ（3）〜南総の崩壊 | 1992年3月21日 | LD   | PCLP-00280 | ポニーキャニオン |      |
| 紅いハヤテ（4）〜決戦       | 1992年6月19日 | VHS  | PCVP-10808 | ポニーキャニオン |      |
| 紅いハヤテ（4）〜決戦       | 1992年6月19日 | LD   | PCLP-00315 | ポニーキャニオン |      |